# Brebières
Brebières est une commune française située dans le département du Pas-de-Calais, en région Hauts-de-France. Ses habitants sont appelés les Brebiérois. La commune est membre de la communauté de communes Osartis Marquion.
La commune de Brebières (nom officiel depuis 1801), traversée par la Scarpe canalisée, est située dans le nord-est du département du Pas-de-Calais, dans l'Artois, elle est limitrophe du département du Nord. Elle se situe à 5 km, à vol d'oiseau, au sud de la commune de Douai. C’est une commune de type ceinture urbaine, appartenant à l’unité urbaine de Douai-Lens, avec une population de 5 210 habitants au dernier recensement de 2022.
Dans les années 1960, un grand village mérovingien est découvert près de la Scarpe et, en 2008, des fouilles archéologiques révèlent un important site occupé par des Gaulois et des Celtes entre le IIe siècle av. J.-C. et le Ve siècle av. J.-C..
L'ancien château de la Bucquière fait l’objet d’une inscription au titre des monuments historiques.
À la suite de la Première Guerre mondiale, la commune est décorée de la croix de guerre 1914-1918.

## Géographie

### Localisation
Localisée dans le sud-est du département du Pas-de-Calais, Brebières, commune de l'Artois limitrophe du département du Nord, est située, à vol d'oiseau, à 5 kilomètres au sud-ouest de Douai (aire d'attraction) et à 18 kilomètres au nord-est d'Arras (chef-lieu d'arrondissement et préfecture du Pas-de-Calaiset préfecture du Pas-de-Calais).
Le territoire de la commune est limitrophe de ceux de sept communes, dont deux, Cuincy et Lambres-lez-Douai, situées dans le département du Nord.
Les communes limitrophes sont Cuincy, Noyelles-sous-Bellonne, Quiéry-la-Motte, Vitry-en-Artois, Lambres-lez-Douai, Corbehem et Gouy-sous-Bellonne.

### Géologie et relief
La superficie de la commune est de 10,8 km2 ; son altitude varie de 25  à   48 m.

### Hydrographie
Le territoire de la commune est situé dans le bassin Artois-Picardie.
La commune est traversée par deux cours d'eau :
- la Scarpe canalisée, d'une longueur de 67 km, qui prend sa source dans la commune d'Arras et se jette dans L'Escaut canalisée au niveau de la commune de Mortagne-du-Nord dans le département du Nord[4] ;

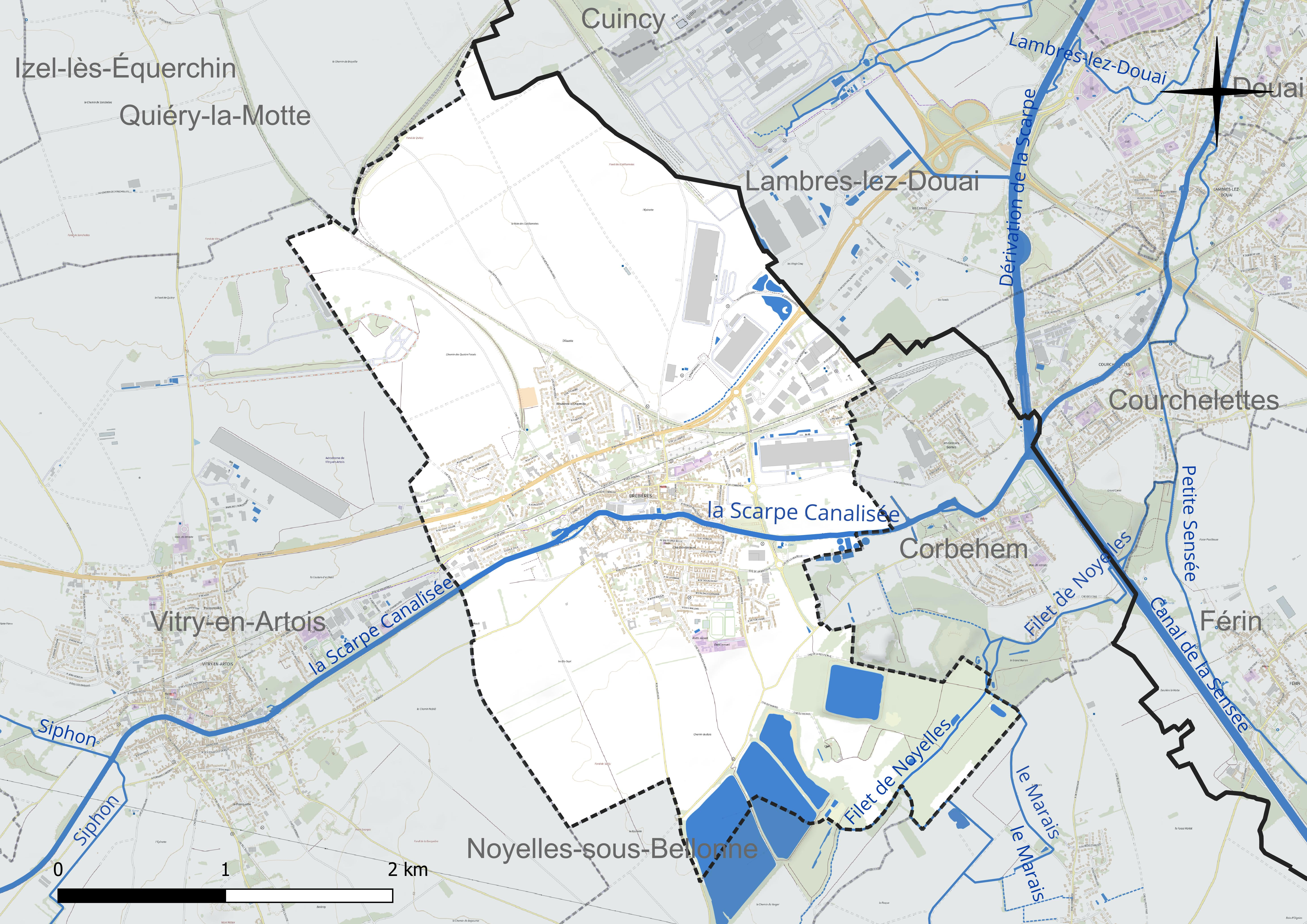
Réseau hydrographique de Brebières.

- le Filet de Noyelles, d'une longueur de 4,66 km, qui prend sa source dans la commune de Noyelles-sous-Bellonne et se jette dans la petite Sensée au niveau de la commune de Courchelettes[5].

### Climat
Pour des articles plus généraux, voir Climat des Hauts-de-France et Climat du Nord-Pas-de-Calais.
En 2010, le climat de la commune est de type climat océanique dégradé des plaines du Centre et du Nord, selon une étude du Centre national de la recherche scientifique (CNRS) s'appuyant sur une série de données couvrant la période 1971-2000. En 2020, Météo-France publie une typologie des climats de la France métropolitaine dans laquelle la commune est exposée à un climat océanique et est dans la région climatique Nord-est du bassin Parisien, caractérisée par un ensoleillement médiocre, une pluviométrie moyenne régulièrement répartie au cours de l’année et un hiver froid (3 °C).
Pour la période 1971-2000, la température annuelle moyenne est de 10,5 °C, avec une amplitude thermique annuelle de 14,5 °C. Le cumul annuel moyen de précipitations est de 712 mm, avec 11,9 jours de précipitations en janvier et 8,8 jours en juillet. Pour la période 1991-2020, la température moyenne annuelle observée sur la station météorologique la plus proche, située sur la commune de Douai à 6 km à vol d'oiseau, est de 11,0 °C et le cumul annuel moyen de précipitations est de 729,2 mm,. Pour l'avenir, les paramètres climatiques de la commune estimés pour 2050 selon différents scénarios d'émission de gaz à effet de serre sont consultables sur un site dédié publié par Météo-France en novembre 2022.

### Milieux naturels et biodiversité
La commune est surtout entourée de zones d'agriculture intensive, et de zones industrielles et urbaines (à l'est). Elle a souffert de lourdes séquelles physiques et environnementales lors des deux guerres mondiales.
La renaturation des friches industrielles et des terrils et des cavaliers miniers situés dans le proche bassin minier sont aussi devenu un atout environnemental, avec notamment l'inscription d'une partie des milieux renaturés dans la trame verte du bassin minier dont le prolongement est le parc de la Deûle et la trame verte de Lille-LMCU qui déclineront ou complèteront localement le Réseau écologique paneuropéen dans le cadre de la trame verte et bleue nationale à la suite du Grenelle de l'environnement.
La commune qui en 2008 disposait d'environ 8 personnes pour la gestion de 40 ha d'espaces verts a depuis l'an 2000 engagé une démarche de gestion différenciée, notamment pour entretenir l'ancienne voie ferrée transformée en coulée verte et améliorer ses fonctions de corridor biologique. On y pratique en particulier le désherbage thermique.

#### Zone naturelle d'intérêt écologique, faunistique et floristique
L’inventaire des zones naturelles d'intérêt écologique, faunistique et floristique (ZNIEFF) a pour objectif de réaliser une couverture des zones les plus intéressantes sur le plan écologique, essentiellement dans la perspective d’améliorer la connaissance du patrimoine naturel national et de fournir aux différents décideurs un outil d’aide à la prise en compte de l’environnement dans l’aménagement du territoire.
Le territoire communal comprend une ZNIEFF de type 1 : les bassins de Brebières et bois du grand marais. Cette ZNIEFF bénéficie de zones humides et est situé à une altitude de 32 à 35 m). Ces zones humides sont souvent artificielles (bassins de décantation, fossés…) mais néanmoins garnis de vasières et roselières eutrophes abritant une richesse ornithologique. Selon le ministère chargé de l'Environnement, ces sites jouent un rôle important pour le « stationnement migratoire, nidification, hivernage d’Anatidés ».

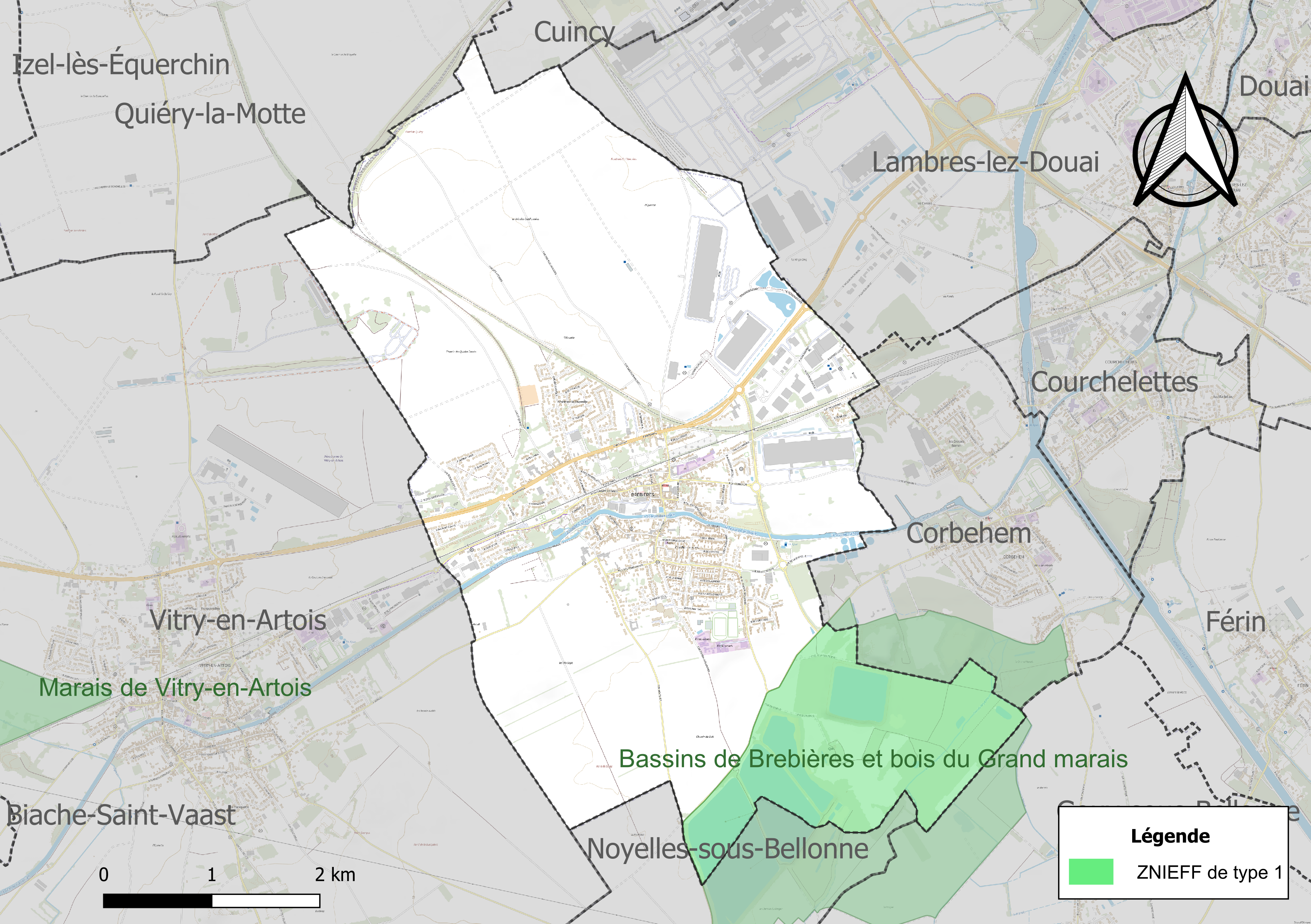
Carte de la ZNIEFF sur la commune.

#### Espèces faunistiques et floristiques
L’Inventaire national du patrimoine naturel (INPN) recense plusieurs espèces faunistiques et floristiques sur le territoire de la commune dont certaines sont protégées et d’autres menacées et quasi-menacées.

## Urbanisme

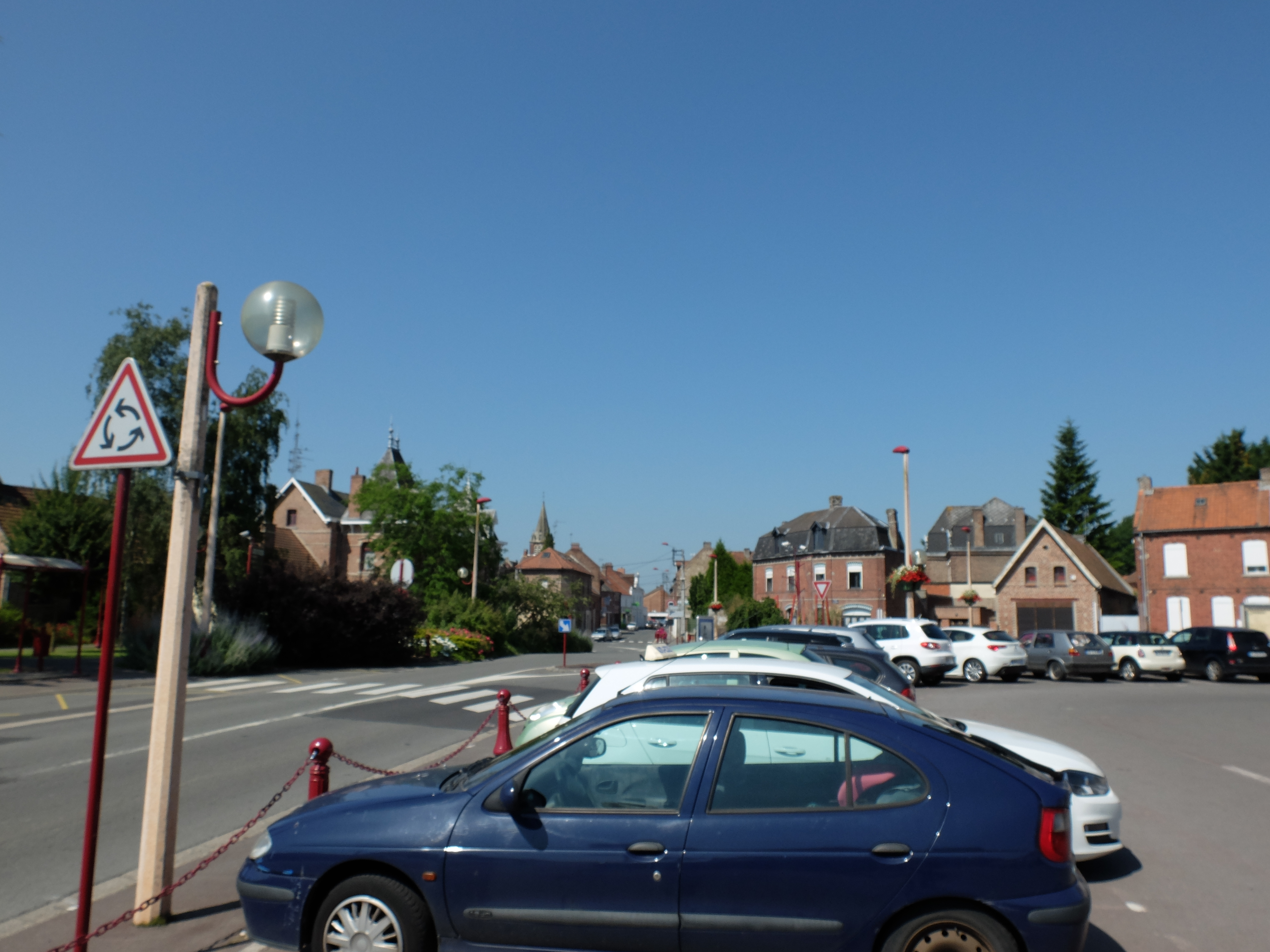
La place des Héros.

### Typologie
Au 1er janvier 2024, Brebières est catégorisée ceinture urbaine, selon la nouvelle grille communale de densité à sept niveaux définie par l'Insee en 2022.
Elle appartient à l'unité urbaine de Douai-Lens, une agglomération inter-départementale regroupant 67  communes, dont elle est une commune de la banlieue,,. Par ailleurs la commune fait partie de l'aire d'attraction de Douai, dont elle est une commune de la couronne,. Cette aire, qui regroupe 61 communes, est catégorisée dans les aires de 50 000 à moins de 200 000 habitants,.

### Occupation des sols
L'occupation des sols de la commune, telle qu'elle ressort de la base de données européenne d’occupation biophysique des sols Corine Land Cover (CLC), est marquée par l'importance des territoires agricoles (61,1 % en 2018), en diminution par rapport à 1990 (67,2 %). La répartition détaillée en 2018 est la suivante : 
terres arables (52,9 %), zones industrielles ou commerciales et réseaux de communication (17,1 %), zones urbanisées (17 %), zones agricoles hétérogènes (5,7 %), forêts (2,6 %), prairies (2,5 %), espaces verts artificialisés, non agricoles (1,3 %), eaux continentales (1 %). L'évolution de l’occupation des sols de la commune et de ses infrastructures peut être observée sur les différentes représentations cartographiques du territoire : la carte de Cassini (XVIIIe siècle), la carte d'état-major (1820-1866) et les cartes ou photos aériennes de l'IGN pour la période actuelle (1950 à aujourd'hui).

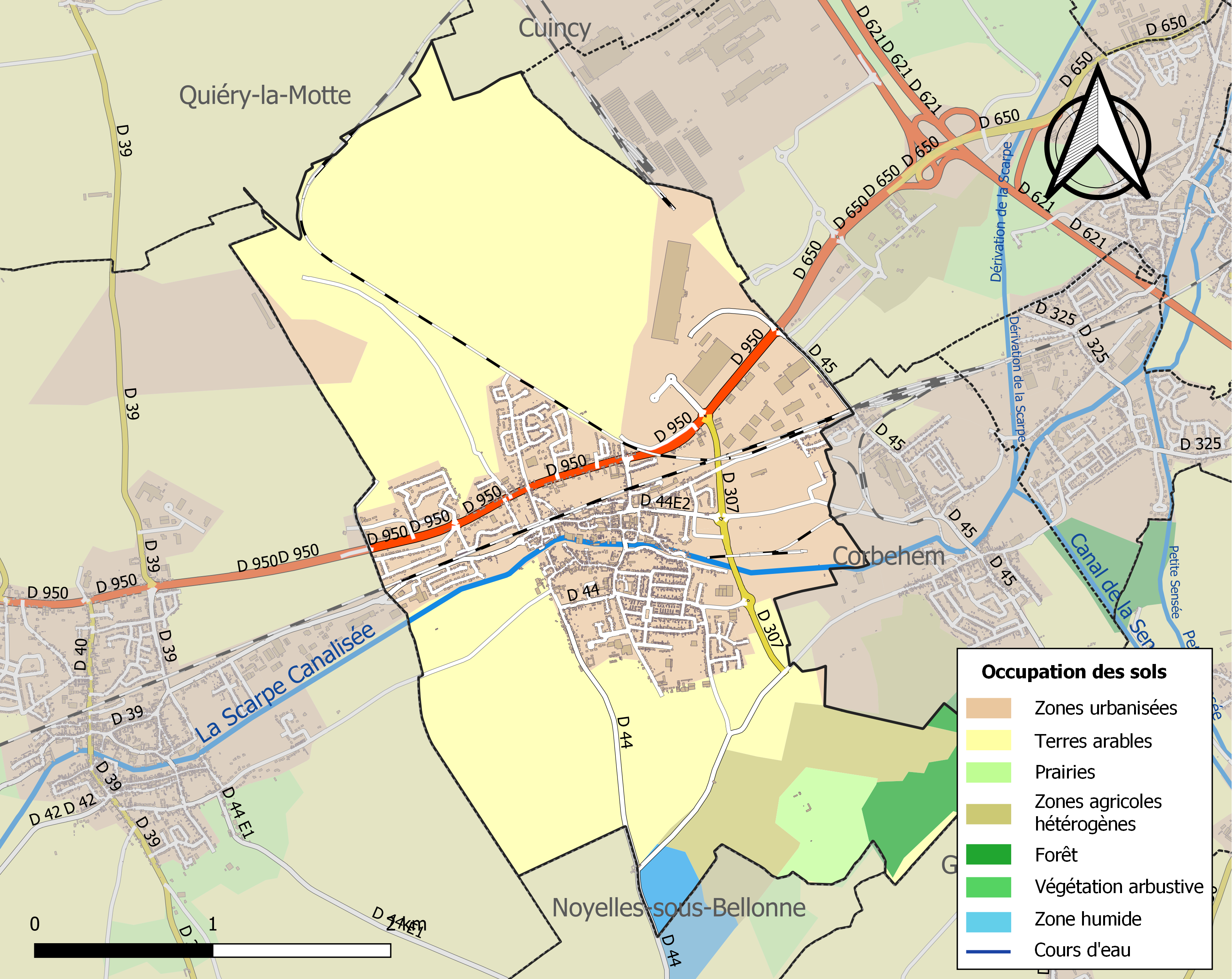
Carte des infrastructures et de l'occupation des sols de la commune en 2018 (CLC).

### Logement
En 2022, le nombre total de logements dans la commune était de 2 317, alors qu'il était de 2 140 en 2016 et de 2 043 en 2011
, soit une progression du nombre total de logements de 13,4 % depuis 2011.
Parmi ces 2 317 logements, 94,6 % étaient des résidences principales, (soit 2 191 logements), 0,3 % des résidences secondaires et 5,2 % des logements vacants. Ces logements étaient pour 88,6 % d'entre eux des maisons individuelles et pour 11,0 % des appartements.
Sur les 2 191 résidences principales, 72,9 % sont occupées par des propriétaires, 26,1 % par des locataires et 1,0 % par des personnes logées gratuitement.
Le tableau ci-dessous présente la typologie des logements à Brebières en 2022 en comparaison avec celle du Pas-de-Calais et de la France entière. Une caractéristique marquante du parc de logements est ainsi la faible proportion des résidences secondaires et logements occasionnels (0,3 %) par rapport au département (6,6 %) et à la France entière (9,7 %) ainsi que d'une proportion de logements vacants (5,2 %) inférieure à celle du département (7,2 %) et de la France entière (8 %).
| Typologie                                               | Brebières | Pas-de-Calais | France entière |
| ------------------------------------------------------- | --------- | ------------- | -------------- |
| Résidences principales (en %)                           | 94,6      | 86,2          | 82,3           |
| Résidences secondaires et logements occasionnels (en %) | 0,3       | 6,6           | 9,7            |
| Logements vacants (en %)                                | 5,2       | 7,2           | 8              |

### Voies de communication et transports

#### Voies de communication
La commune est desservie par la D 950 (ex-RN 50) qui relie Arras à Douai et la frontière entre la Belgique et la France.

#### Transports
La gare de Brebières-Sud, située sur la ligne de Paris-Nord à Lille, est desservie par des trains TER Hauts-de-France qui effectuent des missions entre les gares : d'Achiet et de Douai ; d'Arras et de Douai ou Lille - Flandres.

## Toponymie
Le nom de la localité est attesté sous les formes Berbiariæ en 871 ; Berbera en 1038) ; Berbere en 1081 ; Bierberiæ en 1096 ; Berbire au XIIe siècle ; Berberia en 1208 ; Breberia en 1228 ; Brebiere en 1242 ; Berbiere en 1264 ; Brebiere en 1289 ; Brebyère en 1311 ; Brebieres lez Douay en 1507 ; Brebierre au XVIIIe siècle ; Brébiére en 1793 puis Brebières depuis 1801.
Pluriel de l'adjectif latin *vervicaria (casa) « cabane à brebis » , qui a donné en ancien français *berchière « bergerie ».

## Histoire

### Fouilles archéologiques
L'occupation du lieu par les êtres humains est bien ancienne puisque : 
En 2008, la nouvelle ZAC des Béliers de 60 hectares fait l'objet de fouilles et révèle un important site occupé par des Gaulois et des Celtes. 17 hectares ont été fouillés et trois sites confirment cette présence : 
- le premier site révèle trois enclos agricoles d'époque gauloise datant du IIe siècle av. J.-C., composés chacun de cinq bâtiments ;
- le deuxième, un enclos entouré de deux fossés concentriques datant du Ier siècle av. J.-C. Une activité métallurgique est prouvée par des résidus de fonte de fer. On trouve également des perles en pâte de verre, de la céramique et des ossements d'animaux et humains ;
- le troisième site appartient à l'époque celtique, vers le Ve siècle av. J.-C., avec cinq bâtiments et à proximité une concentration de fosse ayant servi à chauffer ou à cuire[18],[19].

Dans les années 1960, un grand village mérovingien est découvert près de la Scarpe qui traverse le village. De nombreuses céramiques sont trouvées comme des céramiques sans décor (90 pour cent des céramiques trouvées) sûrement utilisées quotidiennement, des céramiques tournées, des cruches, des bols et des plats. La construction de bâtiments en 2003 permet de trouver des objets similaires et de terminer de repérer le village.

### Première Guerre mondiale
La commune est décorée de la croix de guerre 1914-1918 par décret du 25 septembre 1920, distinction également attribuée à 276 autres communes du Pas-de-Calais.

### Seconde Guerre mondiale

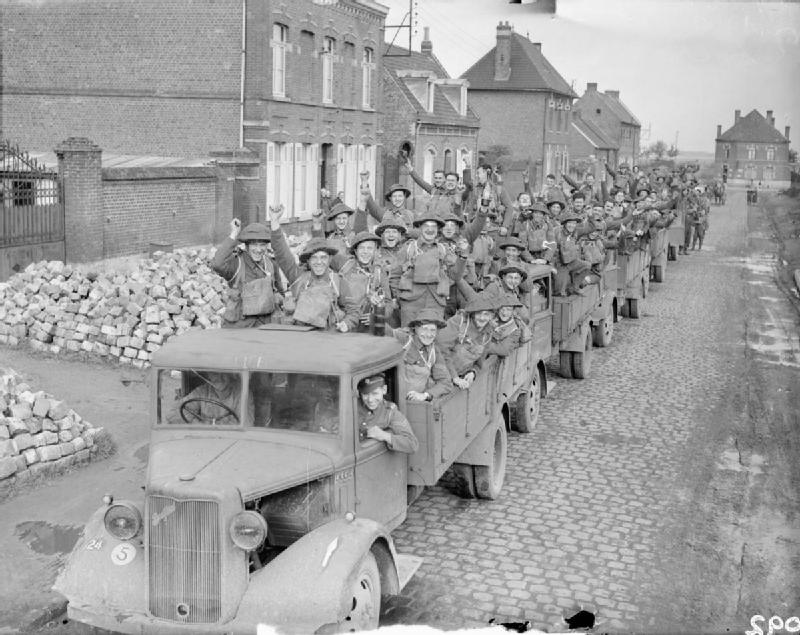
Passage de troupes britanniques le 11 septembre 1939, pendant la drôle de guerre.

## Politique et administration

### Découpage territorial
La commune se trouve  dans l'arrondissement d'Arras du département du Pas-de-Calais.

#### Commune et intercommunalités
Brebières était membre de la communauté de communes Osartis, un établissement public de coopération intercommunale (EPCI) à fiscalité propre créé  fin 1999 et auquel la commune avait transféré un certain nombre de ses compétences, dans les conditions déterminées par le code général des collectivités territoriales.
Dans le cadre des prescriptions du schéma départemental de coopération intercommunale approuvé par le préfet du Pas-de-Calais le 22 décembre 2011, cette intercommunalité a fusionné avec ses voisines pour former la communauté de communes Osartis Marquion, dont est désormais membre la commune. Cette communauté de communes Osartis Marquion regroupe 49 communes et totalise 42 651 habitants en 2021.

#### Circonscriptions administratives
La commune faisait partie depuis 1793 du canton de Vitry-en-Artois. Dans le cadre du redécoupage cantonal de 2014 en France, cette circonscription administrative territoriale a disparu, et le canton n'est plus qu'une circonscription électorale.
Pour les élections départementales, la commune est depuis 2014 le bureau centralisateur du canton de Brebières.

#### Circonscriptions électorales
Pour l'élection des députés, elle fait partie de la première circonscription du Pas-de-Calais .

### Élections municipales et communautaires
Lors du premier tour des élections municipales le 15 mars 2020, vingt-neuf sièges sont à pourvoir ; on dénombre 3 966 inscrits, dont 2 026 votants (51,08 %), aucun vote blanc et 1 958 suffrages exprimés (96,64 %). Quatre listes s'affrontent au premier tour, et à l'issue de celui-ci, aucun siège n'a été pourvu :
- la liste  menée par Jean-Pierre Moreau recueille 411 voix (20,99 %) ;
- la liste étiquetée divers droite menée par Lionel David recueille 486 voix (24,82 %) ;
- la liste étiquetée divers gauche menée par Jocelyne Cieslak recueille 464 voix (23,70 %) ;
- la liste étiquetée divers gauche  menée par Nicolas Cicoria recueille 597 voix (30,49 %)[24].

## Équipements et services publics

### Espaces publics
La commune est labellisée « 1 fleur » au concours des villes et villages fleuris.

### Justice, sécurité, secours et défense
La commune dépend du tribunal judiciaire d'Arras, du conseil de prud'hommes d'Arras, de la cour d'appel de Douai, du tribunal de commerce d'Arras, du tribunal administratif de Lille, de la cour administrative d'appel de Douai et du tribunal pour enfants d'Arras.

## Population et société

### Démographie
Les habitants de la commune sont appelés les Brebiérois.

#### Évolution démographique
L'évolution du nombre d'habitants est connue à travers les recensements de la population effectués dans la commune depuis 1793. Pour les communes de moins de 10 000 habitants, une enquête de recensement portant sur toute la population est réalisée tous les cinq ans, les populations de référence des années intermédiaires étant quant à elles estimées par interpolation ou extrapolation. Pour la commune, le premier recensement exhaustif entrant dans le cadre du nouveau dispositif a été réalisé en 2006.

En 2022, la commune comptait 5 210 habitants, en évolution de +6,15 % par rapport à 2016 (Pas-de-Calais : −0,72 %, France hors Mayotte : +2,11 %).
| 1793  | 1800  | 1806  | 1821  | 1831  | 1836  | 1841  | 1846  | 1851  |
| ----- | ----- | ----- | ----- | ----- | ----- | ----- | ----- | ----- |
| 1 009 | 1 207 | 1 174 | 1 289 | 1 370 | 1 344 | 1 394 | 1 437 | 1 472 |

| 1856  | 1861  | 1866  | 1872  | 1876  | 1881  | 1886  | 1891  | 1896  |
| ----- | ----- | ----- | ----- | ----- | ----- | ----- | ----- | ----- |
| 1 530 | 1 681 | 1 710 | 1 762 | 1 799 | 1 880 | 1 742 | 1 810 | 1 831 |

| 1901  | 1906  | 1911  | 1921  | 1926  | 1931  | 1936  | 1946  | 1954  |
| ----- | ----- | ----- | ----- | ----- | ----- | ----- | ----- | ----- |
| 1 850 | 1 820 | 1 842 | 1 245 | 1 616 | 1 885 | 2 026 | 2 107 | 2 468 |

| 1962  | 1968  | 1975  | 1982  | 1990  | 1999  | 2006  | 2011  | 2016  |
| ----- | ----- | ----- | ----- | ----- | ----- | ----- | ----- | ----- |
| 3 424 | 4 238 | 4 285 | 4 307 | 4 324 | 4 424 | 4 878 | 4 893 | 4 908 |

| 2021  | 2022  | - | - | - | - | - | - | - |
| ----- | ----- | - | - | - | - | - | - | - |
| 5 169 | 5 210 | - | - | - | - | - | - | - |

#### Pyramide des âges
En 2022, le taux de personnes d'un âge inférieur à 30 ans s'élève à 35,3 %, soit en dessous de la moyenne départementale (35,9 %). De même, le taux de personnes d'âge supérieur à 60 ans est de 24 % la même année, alors qu'il est de 25,8 % au niveau départemental.
En 2022, la commune comptait 2 478 hommes pour 2 732 femmes, soit un taux de 52,44 % de femmes, supérieur au taux départemental (51,59 %).
Les pyramides des âges de la commune et du département s'établissent comme suit :
| Hommes | Classe d’âge | Femmes |
| ------ | ------------ | ------ |
| 0,5    | 90 ou +      | 0,9    |
| 5,2    | 75-89 ans    | 7,7    |
| 16,5   | 60-74 ans    | 17,2   |
| 21,4   | 45-59 ans    | 19,9   |
| 20,6   | 30-44 ans    | 19,7   |
| 16,4   | 15-29 ans    | 16,0   |
| 19,5   | 0-14 ans     | 18,7   |

| Hommes | Classe d’âge | Femmes |
| ------ | ------------ | ------ |
| 0,5    | 90 ou +      | 1,6    |
| 5,6    | 75-89 ans    | 8,9    |
| 16,7   | 60-74 ans    | 18,1   |
| 20,2   | 45-59 ans    | 19,2   |
| 18,9   | 30-44 ans    | 18,1   |
| 18,2   | 15-29 ans    | 16,2   |
| 19,9   | 0-14 ans     | 17,9   |

### Sports et loisirs
En août 2025, voit s'ouvrir le « padel family club », un complexe comprenant onze terrains de padel et trois de badminton et de pickleball. Il est construit dans un ancien entrepôt de 4 800 m2 dans la zone d’activités Horizons 2000. À cette date, sa taille et ses équipements en font un des plus grands complexes de padel au nord de Paris.

### Vie associative
La commune dispose d'une importante vie associative, dans le sport, la chasse, la pêche, l'aide sociale, la mémoire, la culture ainsi que d'autres associations.

## Économie

### Revenus de la population et fiscalité
En 2021, la commune compte 2 172 ménages fiscaux, regroupant 5 291 personnes.
Le revenu fiscal médian par ménage, le taux de pauvreté des ménages et la part des ménages fiscaux imposés de la commune, du département du Pas-de-Calais et de la métropole sont les suivants :
- le revenu fiscal médian par ménage de la commune est de 22 660 €, supérieur à celui du département du Pas-de-Calais (20 720 €) et inférieur à celui de la France métropolitaine (23 080 €)[Insee 13],[Insee 14],[Insee 15] ;
- le taux de pauvreté des ménages de la commune est de 12 %, de 18,4 % au niveau du département et de 14,9 % au niveau de la métropole[Insee 16],[Insee 17],[Insee 18] ;
- la part des ménages fiscaux imposés dans la commune est de 53 %, de 44,1 % au niveau du département et de 53,4 % au niveau de la métropole[Insee 13],[Insee 14],[Insee 15].

### Emploi
|                       | 2011   | 2016   | 2022   |
| --------------------- | ------ | ------ | ------ |
| Commune               | 12,0 % | 13,1 % | 8,7 %  |
| Département           | 11,3 % | 13,7 % | 11,2 % |
| France métropolitaine | 11,6 % | 13,7 % | 11,7 % |

En 2022, la population âgée de 15 à 64 ans s'élève à 3 264 personnes, parmi lesquelles on compte 76,8 % d'actifs (70,1 % ayant un emploi et 6,7 % de chômeurs) et 23,2 % d'inactifs,. En 2022, le taux de chômage communal (au sens du recensement) des 15-64 ans est inférieur à celui du département et inférieur à celui de la France métropolitaine.
La commune fait partie de la couronne de l'aire d'attraction de Douai, du fait qu'au moins 15 % des actifs travaillent dans le pôle,. Elle compte 1 869 emplois en 2022, contre 1 658 en 2016 et 1 931 en 2011. Le nombre d'actifs ayant un emploi résidant dans la commune est de 2 302, soit un indicateur de concentration d'emploi de 81,2 et un taux d'activité parmi les 15 ans ou plus de 59,8 %.
Sur ces 2 302 actifs de 15 ans ou plus ayant un emploi, 1 987 travaillent dans la commune, soit 86 % des habitants. Pour se rendre au travail, 87,4 % des habitants utilisent une voiture, un camion ou une fourgonnette, 4,0 % les transports en commun, 6,6 % s'y rendent en deux-roues motorisé, à vélo ou à pied et 2,0 % n'ont pas besoin de transport (travail au domicile).

## Culture locale et patrimoine

### Lieux et monuments

#### Monument historique
- L'ancien château de la Bucquière. Ce bâtiment fait l’objet d’une inscription au titre des monuments historiques depuis le 27 juillet 1979[41].

#### Autres lieux et monuments
- L'église Saint-Vaast, reconstruite après 1918.
- La gare de Brebières-Sud.
- Le champ d'aviation de la Brayelle
- Le château Pilat
- Le château Prévost
- Le monument aux morts[42].
- Le monument à la mémoire du capitaine Louis Gabriel Madiot, avec la citation suivante : « Ici, le 23 octobre 1910 / Le capitaine L.G. Madiot / trouve la mort dans une chute d'aéroplane / victime de la science / mort pour la Patrie / 1867-1910 ».
- Le « Brebières British Cemetery » au lieu-dit chemin de la Brayette.
- Le parc municipal
- Le stade et complexe sportif

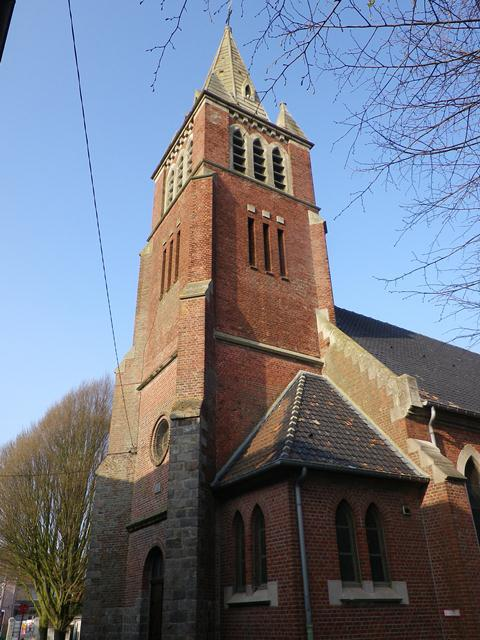
L'église Saint-Vaast.
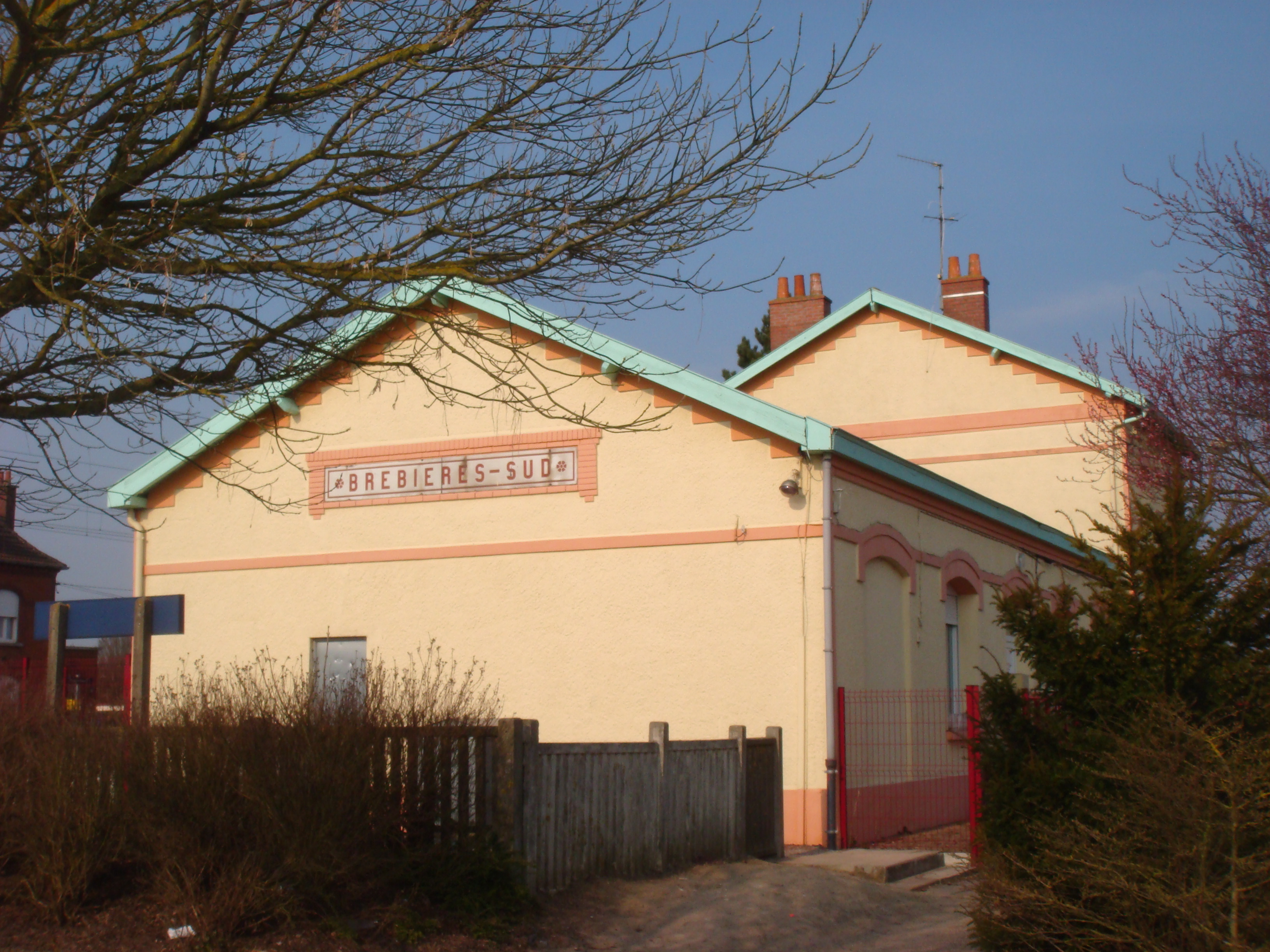
La gare.
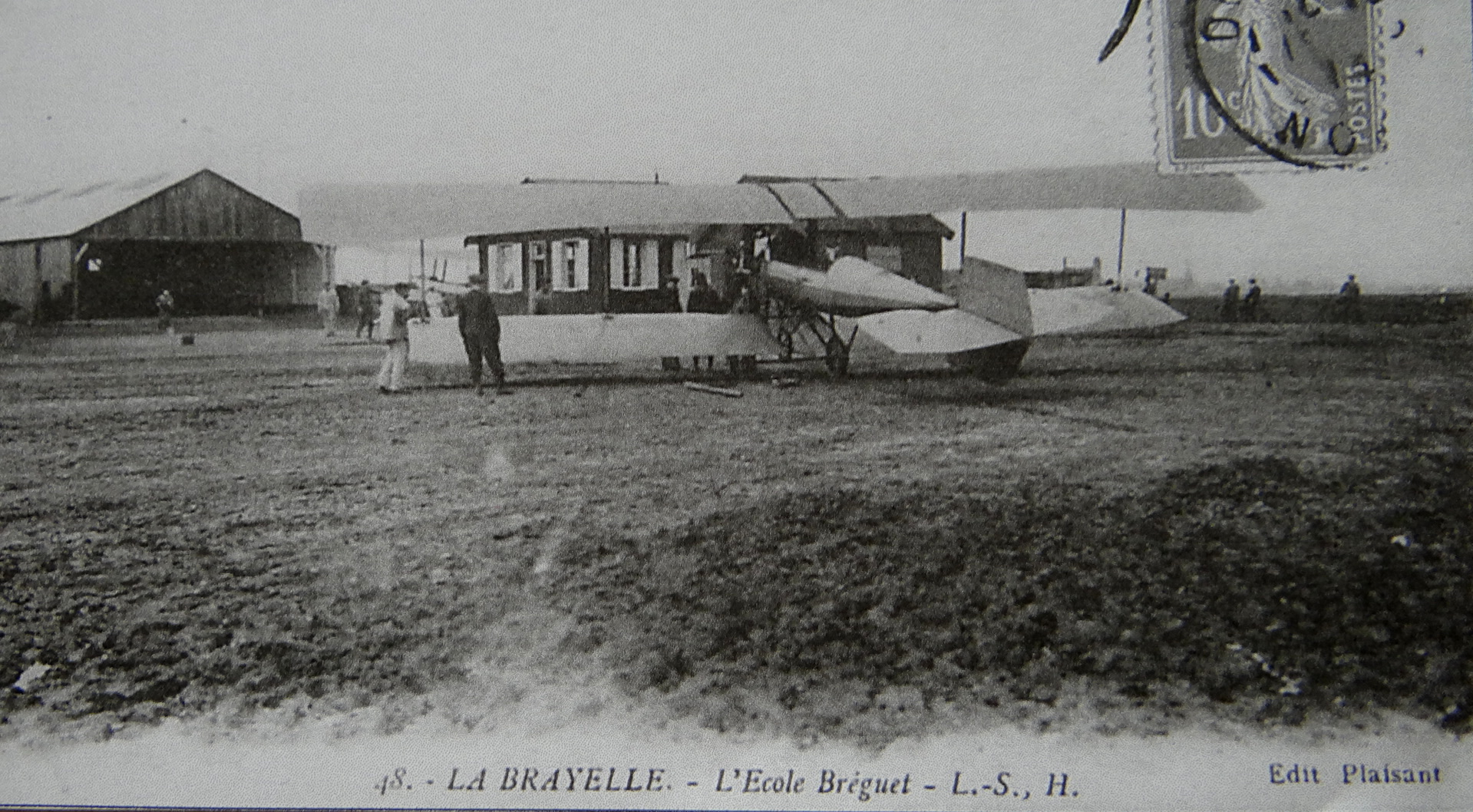
Le champ d'aviation.
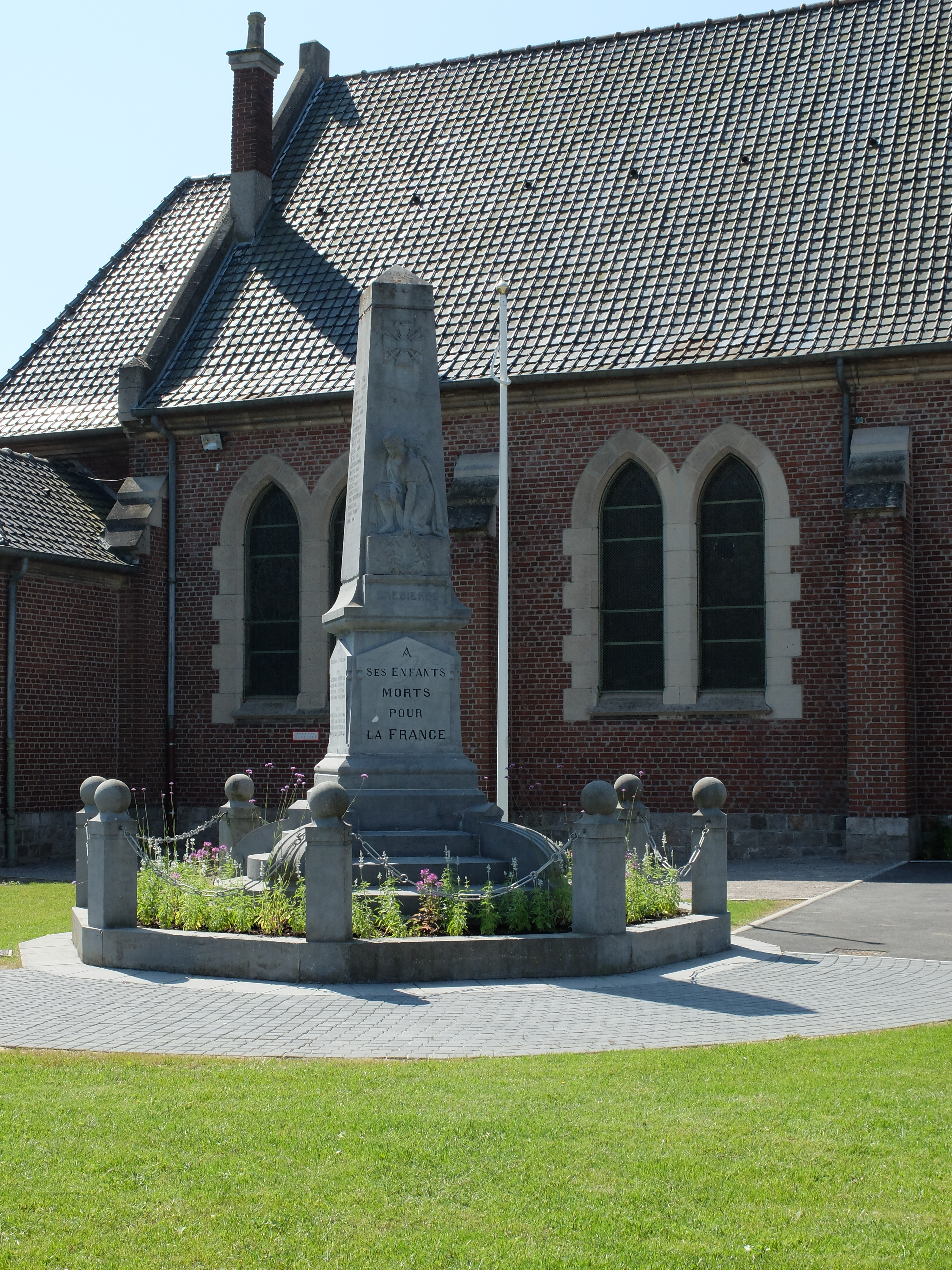
Le monument aux morts.
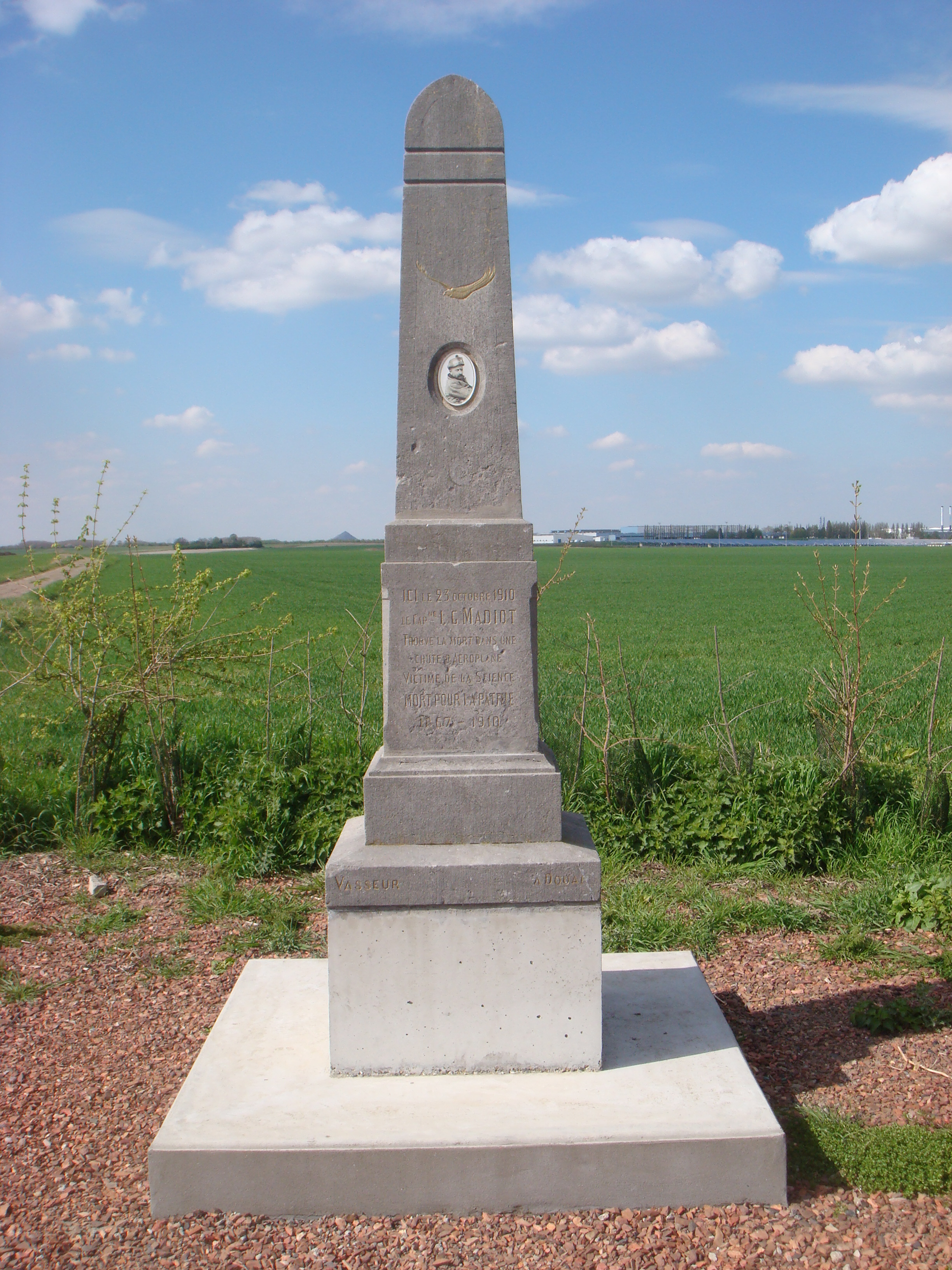
Le monument à la mémoire du capitaine Louis Gabriel Madiot.

### Personnalités liées à la commune
- Louis Joseph Pilat (1735-1809), député suppléant du tiers-état aux États généraux en 1789, né et mort dans la commune.
- Maurice Grossemy, né en 1897 à Gavrelle et mort en 1975 à Brebières, boucher.

Durant la Première Guerre mondiale, il est porté mort pour la France en 1918 mais retrouvé vivant dans un camp de prisonniers en Pologne, blessé il est pensionné à 100 %. En 1934, il est élu conseiller municipal socialiste de Brebières.
Pendant la Seconde Guerre mondiale, il s'engage dans la résistance française dans le  groupe « Voix du Nord », au sein du réseau « CENTURIE ». Arrêté en mai 1943, il est incarcéré à la prison Saint Gilles de Bruxelles, puis déporté en Allemagne dans les prisons de différentes villes. Le 3 février 1945, il est transféré au camp de concentration de Buchenwald puis évacué au camp de concentration de Flossenbürg. Ce camp est évacué en avril et 14 à 15 000 prisonniers partent à pied vers le sud, plus de la moitié seront décimés. Maurice Grossemy est libéré le 23 avril 1945 par les Américains dans la région de Cham.
De retour de captivité, il est élu de septembre 1945 à 1967, conseiller général du canton de Vitry-en-Artois, maire de Brebières en 1947 et réélu en 1953 et 1959, et délégué cantonal de l’Éducation nationale en 1962.
Il est commandeur dans l'ordre national de la Légion d'honneur et est décoré de la médaille militaire, de la croix de guerre 1914-1918 avec citations, de la croix de guerre 1939-1945, de la médaille de la Résistance française, il est officier d’académie, chevalier du Mérite social et chevalier du Mérite agricole. En 2014, la commune lui rend hommage en posant une stèle à son nom au monument aux morts,,.

### Héraldique
| Blason de Brebières | Blason  | De gueules à dix losanges d'argent accolées et aboutées, 3, 3, 3 et 1, surmontées d'un label d'azur ; au chef cousu d'azur chargé d'une roue de moulin d'or accostée de deux moutons affrontés d'argent. Ornements extérieursCroix de guerre 1914-1918 Devise / CriEn avant, Brebières |
| Blason de Brebières | Détails | * Ces armes emploient le terme « cousu » dans le seul but de contrevenir à la règle de contrariété des couleurs : elles sont fautives (azur sur gueules Les deux brebis sont le symbole de l'élevage qui fut la première richesse du village. La roue de moulin est le symbole de la première industrie qui fut ruinée par la Première Guerre mondiale, donnant naissance aux usines actuelles.). Adopté par la municipalité en 1920. |

## Pour approfondir

#### Bases de données, dictionnaires et encyclopédies
- Ressources relatives à la géographie :   - Insee (communes)
  - Ldh/EHESS/Cassini
- Ressource relative à plusieurs domaines :   - Annuaire du service public français
- Notices d'autorité :   - VIAF
  - LCCN
  - GND
  - Israël